# Altstadt (Weimar)

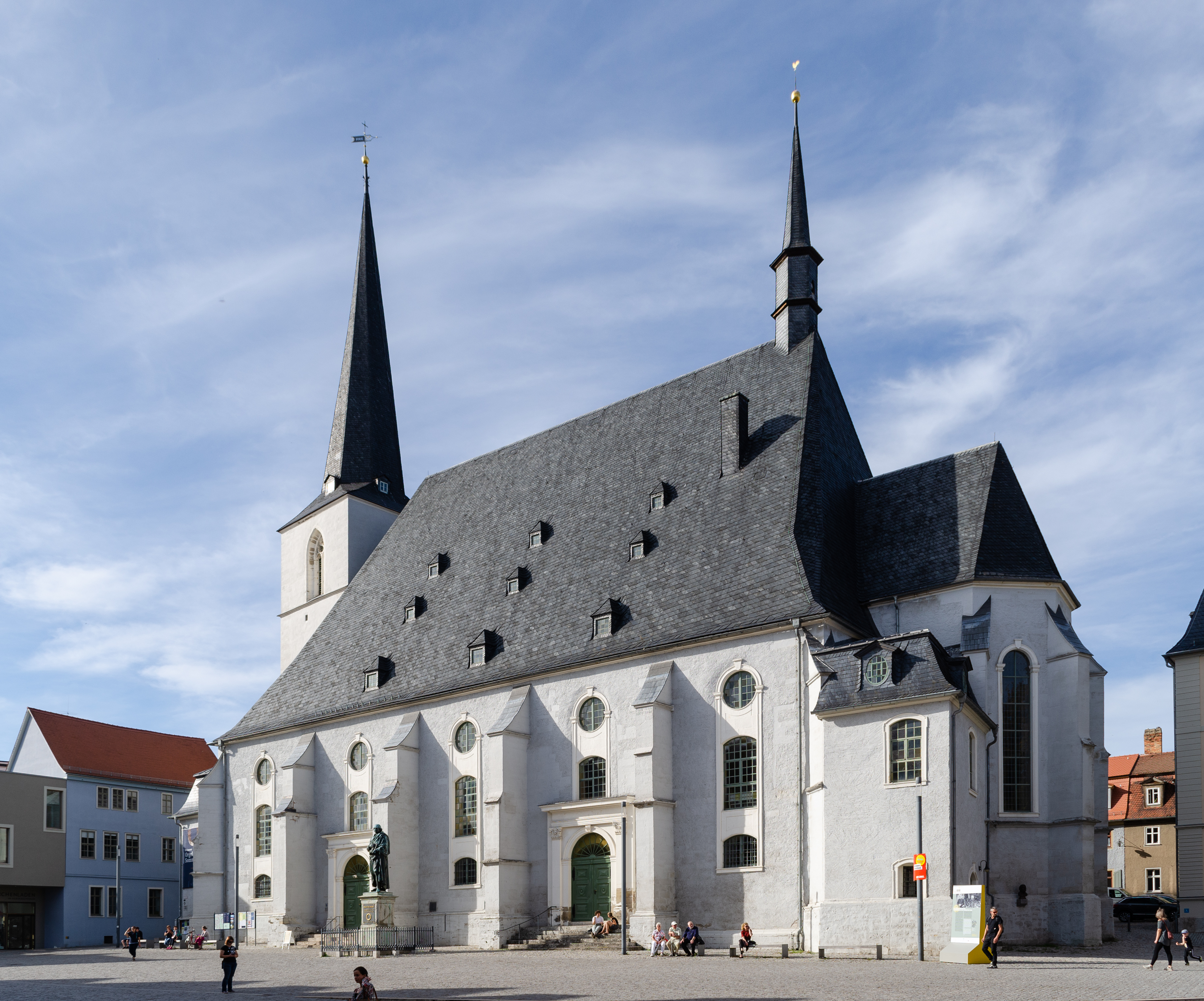
Herderkirche

Die Altstadt ist der Bereich des Stadtzentrums von Weimar, die bis in das 13. Jahrhundert nachweisbar ist. Teile der Altstadt sind Bestandteil des Weltkulturerbes Klassisches Weimar und stehen als bauliche Gesamtanlage auch unter Denkmalschutz.

## Gewässer
Im Bereich der Weimarer Altstadt gibt es Fließgewässer, die jedoch vollständig verdolt sind. Außer der Ilm betrifft es ihre Zuflüsse Lottenbach, Asbach und Wilder Graben.

## Geschichte
Die Weimarer Altstadt ist seit dem 13. Jahrhundert nachweisbar, jedoch bedeutend jünger als der älteste Weimarer Siedlungsbereich der Jakobsvorstadt. Sie hat genau genommen zwei Teile. Der Bereich der einstigen mittelalterlichen Altstadt wurde im 15. Jahrhundert von einer steinernen Stadtmauer umgeben, die vom Kasseturm, dem Graben über den Burgplatz und der Burg, wo diese ihren Ausgang nahm, den Platz der Demokratie und der Stadtturm, der zum Magazinturm in der HAAB umgebaut wurde, der Puschkinstraße, Frauentorstraße, die Schillerstraße, Theaterplatz, Wielandstraße, Heinrich-Heine-Straße, Goetheplatz. Der Bereich, wo sich Goethes Wohnhaus befindet, dem Frauenplan, lag außerhalb der ursprünglichen mittelalterlichen Stadtmauern. Es ist die Frauenvorstadt, die allerdings später mit der äußeren Stadtmauer ummauert wurde. Da befindet sich u. a. das Haus der Frau von Stein, das einstige Stiedenvorwerk an der Ackerwand. Über das Jakobstor am Graben und die Jakobstraße war einst die einzige Verbindung der Jakobsvorstadt, die sich auch Weimar nannte. Die Bezeichnung „Altstadt“ war zur Unterscheidung von dieser gedacht. Zentrum der Altstadt ist der Markt. Viele Gassen haben wie u. a. die Seifengasse ihr historisches Straßenpflaster behalten.
Mittelalterliche Baureste sonst sind in der Innenstadt nicht mehr vorhanden mit Ausnahme des Franziskanerklosters nahe dem Wittumspalais und der Geleitstraße. Martin Luther weilte mehrfach hier. Die Reformation hielt in Weimar Einzug. Dem folgte das Zeitalter der Glaubenskämpfe bis zum Ende des Dreißigjährigen Krieges. Baulich drückte sich die Zeit in Weimars Altstadt mit Renaissancebauten aus wie z.b. dem Deutschritterhaus, dem Sächsischen Hof oder dem Gasthaus Zum schwarzen Bären, und dem Cranachhaus bzw. Stadthaus, das über dem Gang unter dem Markt mit dem Rathaus verbunden war.
Unter der Regentschaft von Herzogin Anna Amalia wurde die Stadtbefestigung weitestgehend abgebrochen, da diese modernen Waffen ohnehin nicht mehr gewachsen war. Die Steine wurden zum Wohnungsbau verwendet. So verschwanden die Stadttore, die Stadtmauern und Türme bis auf Reste wie den Kasseturm, die Stadtmauer am oberen Graben am Kasseturm und den sog. Stadtturm, der zum Magazinturm der Bibliothek werden sollte. So wurde Raum geschaffen für eine Stadterweiterung und zudem öffnete sich die Stadt nach außen. Das war sicher auch den schweren Folgen des Siebenjährigen Krieges geschuldet, was Anna Amalia zu dem Schritt veranlasste und den sie gegen den Widerstand der Stadt durchsetzte. Gegen den Widerstand der Hofkreise berief sie zudem Goethe nach Weimar, was wiederum für Weimar und darüber hinaus ein neues Zeitalter einläutete. Goethe seinerseits brachte schließlich Ordnung in die Staatsfinanzen. Die oben genannten Straßen konnten nur angelegt werden, weil eben die Stadtmauern verschwanden. Die Steine waren zudem als Baumaterial für Wohnbauten genutzt worden. Für die Frauenvorstadt bedeutete es eine Verschmelzung mit der Altstadt. Die Esplanade, also die Schillerstraße, der Theaterplatz konnten so angelegt und entsprechend bebaut werden. Die Stadttore wurden aber durch neue ersetzt. Erhalten blieben die von Clemens Wenzeslaus Coudray errichteten Torhaus am Frauenplan und Torhaus an der Erfurter Straße. Vom Kegeltor ist noch ein Rest erhalten. Die Frauenvorstadt geht bis zur Steubenstraße, der Ackerwand, den Wielandplatz. Außer dem Park an der Ilm stehen eine Reihe von Objekten der Innenstadt auf der Liste der Unesco-Denkmale in Weimar. Das sind das Wittumspalais, das Weimarer Stadtschloss, Goethes Wohnhaus, die Herderkirche, Herders Wohnhaus, Wilhelm-Ernst-Gymnasium Weimar, die Herzogin-Anna-Amalia-Bibliothek und das Schillerhaus Weimar. Die Klassiker Goethe, Schiller, Herder und Wieland haben ihre Denkmäler im 19. Jahrhundert bekommen.
In Weimars Altstadt sind zahlreiche Stolpersteine zu finden wie u. a. vor dem einstigen Kaufhaus  Sachs & Berlowitz. Auch das Hotel Elephant ist stummer Zeuge der Zeit des Nationalsozialismus. Zu bemerken ist, dass die Altstadt stark von den Luftangriffen auf Weimar betroffen war. Doch das waren nicht die einzigen kriegerischen Ereignisse, mit denen Weimar insgesamt, und die Altstadt insbesondere, konfrontiert wurde. Beispielsweise in der Folge der Schlacht bei Jena und Auerstedt 1806 hatten die französischen Soldaten in Weimar einschließlich Tiefurt Plünderungen veranstaltet, was auch Goethe selbst zu spüren bekam. Nach der Völkerschlacht 1813, die für Napoleon verloren ging, hatte dieser nämlich vor ganz Weimar abbrennen zu lassen, was aber durch das beherzte Eingreifen u. a. von Friedrich von Seebach und Caspar von Geismar unterblieb. Im Deutschen Nationaltheater wurde 1919 die Verfassung der Weimarer Republik beschlossen. Nicht nur Kriege haben das Stadtbild nachhaltig verändert, sondern auch zum Teil verheerende Stadtbrände. Diese führten u. a. zum Bau des Rathauses durch Heinrich Heß, die Umgestaltungen ab 1834 unter Coudray u. a. am Grünen Markt und Schlossgasse. So folgte der Bau der Neuen Wache dem alten Wachgebäude nach Coudrays Entwurf. Auch der Schlossbrand von 1774 führte dazu, dass der Schlossneubau organisiert werden musste, woran Goethe maßgebend beteiligt war. Bis zu dessen Errichtung residierte der Hof in dem von Anton Georg Hauptmann 1770 errichteten Fürstenhaus. Hauptmann hatte bekanntlich an mehreren Stellen in Weimars Altstadt seine Spuren hinterlassen, die noch heute zu sehen sind. Im 19. Jahrhundert drückte auch das Bürgertum dem Charakter der Weimarer Altstadt seinen Stempel auf durch seine Vereinstätigkeit und damit dem Bau von Vereinshäusern wie dem von Coudray entworfenen Haus der Weimarer Armbrustschützengesellschaft in der Schützengasse und dem Haus der Erholung nach Entwurf von Ferdinand Streichhan. Zeugnisse des sog. „Silbernen Zeitalters“ Weimars in der Altstadt sind die von Carl Dornberger im Auftrag von Maria Pawlowna geschaffenen Brunnen. Auch das Lesemuseum fällt in dieses Zeitalter.
Die Zeit des Nationalsozialismus wurde angesprochen. Die SBZ bzw. DDR-Zeit war durch ständigem Mangel an Allem gekennzeichnet. Für die Altstadt Weimars bedeutete das trotz aller Unterstützung ,auch aus dem kapitalistischen Ausland, stetigen Verfall der historischen Bausubstanz. Erst nach 1989 konnten grundlegende Sanierungen erfolgen. Allerdings sind auch moderne Bauwerke in der Innenstadt unübersehbar, welche das Stadtbild wesentlich verändert haben. Das betrifft das Schillerkaufhaus und am Theaterplatz das dortige Goethekaufhaus. Manche Altbausubstanz war aber nicht mehr zu erhalten. Auch zu DDR-Zeiten verschwanden aus der Altstadt förmlich Straßenzüge wie u. a. am Bornberg.
Der öffentliche Raum der Weimarer Altstadt ist auch von modernen Installationen und Kunstwerken bedacht worden. Dazu zählen u. a. die Weltzeituhr, auf dem Frauenplan der Versunkene Riese von Walter Sachs und Anne-Katrin Altweins Odins Raben und die Midgardschlange.
In der Altstadt befinden sich fast alle Straßenzüge auf der Liste der Kulturdenkmale in Weimar (Sachgesamtheiten und Ensembles). Zudem ist eine schier endlose Anzahl an Gebäuden und Brunnen in Weimar auf der Liste der Kulturdenkmale in Weimar (Einzeldenkmale) aufgeführt.
Etwas außerhalb der Altstadt liegen u. a. das Stadtmuseum, der zum Asbach-Grünzug gehörige Weimarhallenpark bzw. die Musikschule mit dem davor stehenden Bürgerschulbrunnen, Coudrays Wohnhaus und das Grand Hotel Russischer Hof.

## Varia

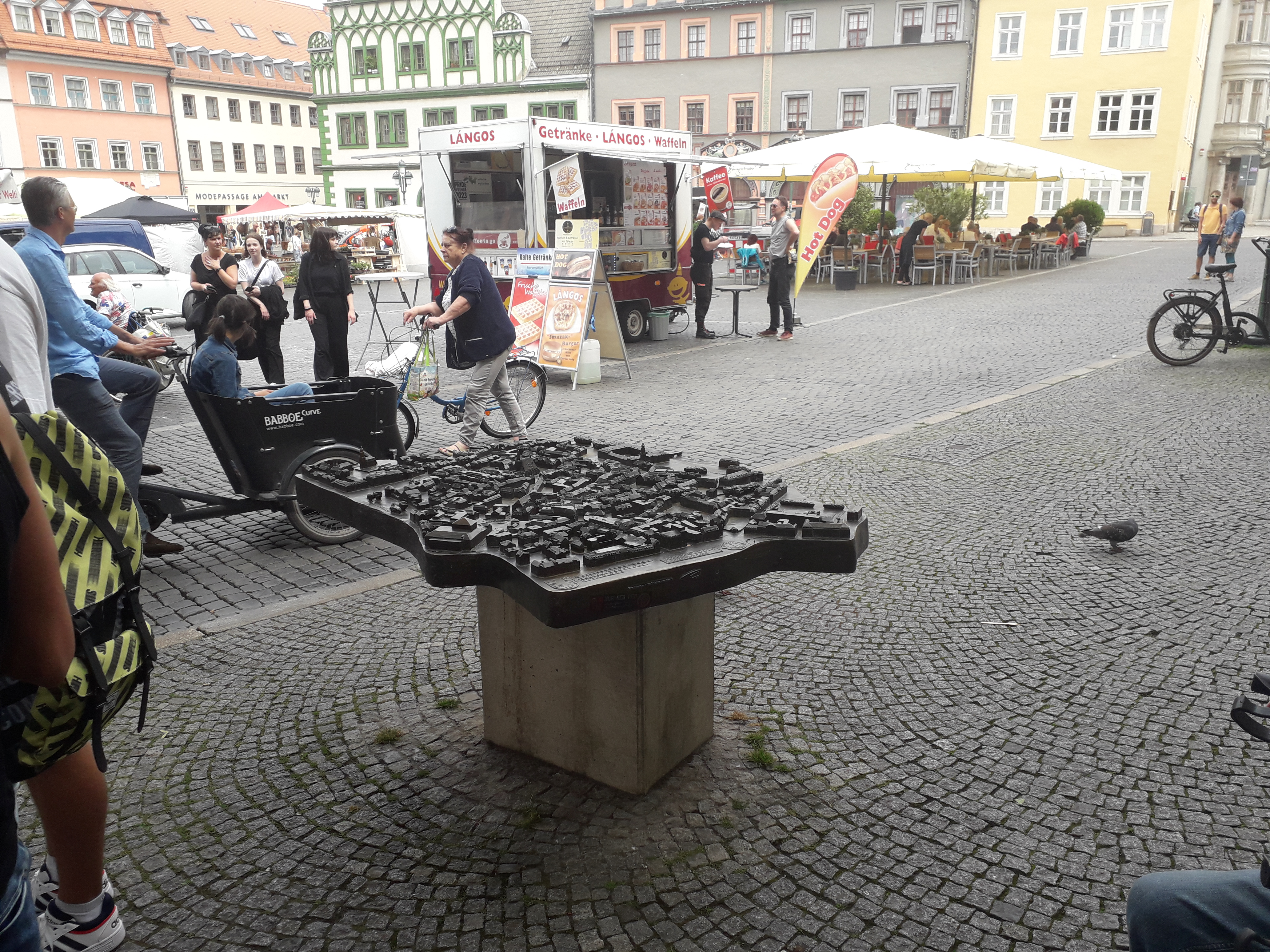
Modell von Weimars Altstadt auf dem Markt

Seit 2020 ziert am Markt ein Bronzemodell der Altstadt den Platz. Gestiftet wurde es vom Lions Club Weimar Classic e. V. in Zusammenarbeit mit der Stadt Weimar.
Das Bronzemodell Weimars Innenstadt vermag lediglich eine schätzenswerte Orientierungshilfe zu bieten. Dass die Altstadt Weimars ist ,wie sie ist, ließ sie zu einer der schönsten Städte Deutschlands werden.